# Doručak kod Tiffanyja (roman)
Doručak kod Tiffanya roman je američkog pisca Trumana Capotea koji govori o mladoj Holly Golightly, bogatašici koja se nije obogatila nimalo legalnim putem, ovisnici o dijamantima i slično. Knjiga je ekranizirana 1961. godine

## Radnja
Kad se mladi pisac Paul Varjak doseljava u kuću čuje dreku stanodavca na Holly koja ga je opet probudila zbog ključeva. Zaljublju se na prvi pogled, ali Paulu se ne sviđa Hollyino zanimanje (tj. odlaženje van s ljudima koji je plaćaju). Paul priča Holly o tome kako je pisac, pokazuje joj svoju knjigu, ali saznaje kako se ona misli preseliti u Brazil. Na kraju joj pomaže izaći iz zatvora (zbog posjedovanja droge) i za razliku od ekranizacije ona odlazi u Brazil udati se za budućeg predsjednika i multi miljardera. Tako Holly ostaje samo mrlja u sjećanju Paula i on uvijek drži pero koje mu je Holly poklonila.